# Antiziganisme

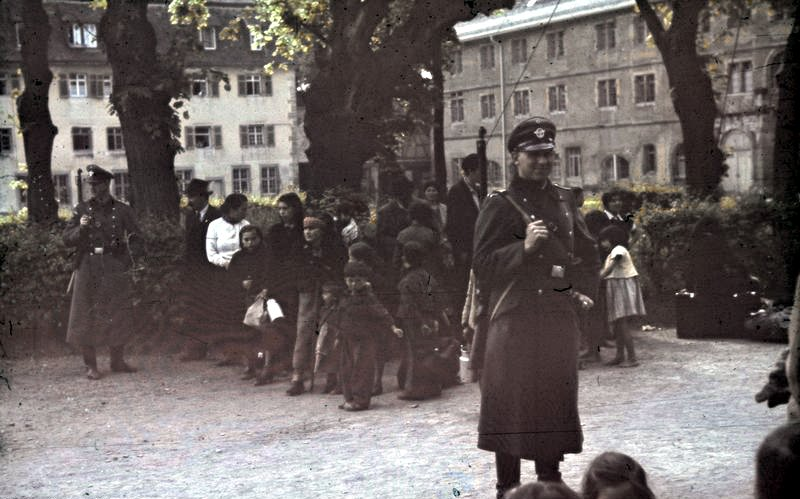
Deportatie van Sinti en Roma in Duitsland 1940

Antiziganisme is het racisme en de discriminatie tegenover Reizigers, waaronder Roma- en Sinti-volkeren. De term is vergelijkbaar met het begrip antisemitisme, dat gebruikt wordt om discriminatie tegenover Joden te omschrijven. 
De term is ontleend aan het woord "zigeuner", dat echter door Roma en Sinti als racistisch wordt beschouwd. Het woord "zigeuner" vindt zijn oorsprong in de middeleeuwen. Volgens Martin Holler stamt de Engelse term anti-Gypsyism uit de jaren 1980 en werd gangbaar in de jaren 2000 en 2010, terwijl de term antiziganisme later aan het Duitse Antiziganismus is ontleend.
Racistische uitingen en vervolgingen van Roma en Sinti komen al eeuwenlang voor, met name in Oost-Europa.

## Tweede Wereldoorlog
Onder invloed van het nazisme werden mensen van deze bevolkingsgroepen in de Tweede Wereldoorlog net als de Joden genadeloos vervolgd, de zogeheten "Porajmos" of "Sàrmudaripen" in de Roma-taal. Naar schatting werden toen tussen de 400.000 en 500.000 Romani uit vele Europese landen vermoord. 
Lange tijd was het Sinti-meisje Settela Steinbach een symbool van het lijden der Nederlandse Joden in de Tweede Wereldoorlog, maar journalist Aad Wagenaar kwam er in 1994 achter dat zij een Sinti-meisje was. Lange tijd was er in Nederland enkel aandacht voor de Joodse slachtoffers van de Holocaust en waren de Roma- en Sinti-slachtoffers bij het algemene publiek relatief onbekend.